# 오이타현 제2구
오이타현 제2구(일본어: 大分県第2区)는 일본의 중의원 선거구이다. 1994년 공직선거법이 개정되면서 신설되었다.

## 지역
- 오이타시 (일부 지역)
- 히타시
- 사이키시
- 우스키시
- 쓰쿠미시
- 다케타시
- 분고오노시
- 유후시
- 구스군

## 역대 국회의원
| 선거          | 선거          | 의원            | 정당       |
| ------------- | ------------- | --------------- | ---------- |
|               | 1996년 제41회 | 에토 세이히로   | 자유민주당 |
| 2000년 제42회 |               | 에토 세이히로   | 자유민주당 |
| 2003년 제43회 |               | 에토 세이히로   | 자유민주당 |
| 2005년 제44회 |               | 에토 세이히로   | 자유민주당 |
|               | 2009년 제45회 | 시게노 야스미사 | 사회민주당 |
|               | 2012년 제46회 | 에토 세이히로   | 자유민주당 |
| 2014년 제47회 |               | 에토 세이히로   | 자유민주당 |
| 2017년 제48회 |               | 에토 세이히로   | 자유민주당 |